# チタン44
チタン44 (Titanium-44・44Ti) とは、チタンの同位体の1つ。

## 概要
44Tiは、半減期が60.0年の比較的短命な放射性同位体である。天然環境においては、チタン、バナジウム、クロムが核破砕反応をした際に生成されることはあるが、通常は自然界では存在しないと見なしてよいほど微量にしか存在しない同位体である。しかし、チタンの放射性同位体の中では、最も寿命の長い同位体であり、次に長い45Tiの184.8分と比べれば17万倍も長い。また、後述するとおり一部の特殊な環境では良く見られる同位体でもある。
44Tiは電子捕獲によって崩壊し、44Scとなる。44Scは半減期3.97時間で速やかに陽電子放出によるモードで崩壊し、安定同位体である43Caになる。44Tiの崩壊モードは電子捕獲なので観測が極めて難しいが、娘核種である44Scは陽電子を放出するため比較的容易に検出することが可能であり、44Scの間接的な検出によって44Tiの存在を知ることが出来る。
カルシウムの安定同位体の1つである44Caから44Tiを生成するのは、重イオンビームを照射するような極端な条件以外では、2個の中性子を1度に陽子に変化させることはきわめて難しいため、放射性廃棄物を包むコンクリートに含まれるカルシウムが、核反応によって44Tiに変化する可能性は考慮しなくてよいとされる。

## 超新星爆発との関連

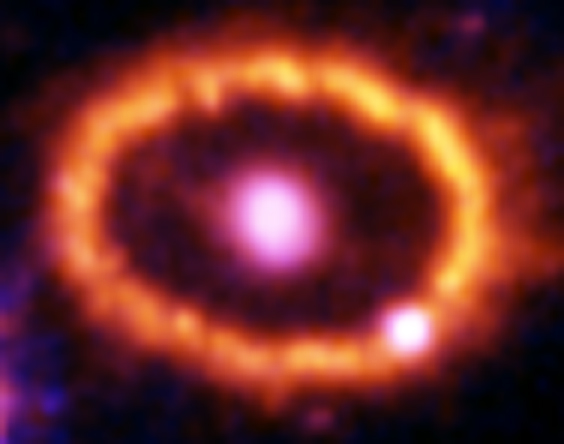
ハッブル宇宙望遠鏡が1996年2月6日に撮影したSN 1987Aの画像。中心部にある紫色の輝きが超新星残骸の本体で、^{44}Tiが大量に含まれていると推定されている。なお、外側のリング状の部分が一部輝いているのは別の理由によるものである。

44Tiは、超新星爆発を研究する際には観測対象となる事がある。これは、大質量の恒星が起こすII型超新星では、大量の44Tiが生成し、超新星残骸に混じって残留するためである。そして、44Tiが電子捕獲によって崩壊するため、孔を埋めるために電子が遷移し、68keVという固有のエネルギー値を持つ特性X線が放出されるため、これを計測する事で44Tiの存在を知る事ができるのである。ただし、このエネルギー値はガンマ線の領域とも重複するため、44Tiから放出される光子を硬X線とガンマ線のどちらを表記するかは書き手によって変わってくる。なお、44Tiの半減期は、この超新星残骸の測定よって判明したもので、それ以前は約50年と極めておおざっぱにしかわかっていなかった。
44Tiは半減期が比較的長いため、数十年にわたってガンマ線を放出し、超新星残骸を熱し続ける事がある。たとえば、1987年に超新星爆発を起こしたSN 1987Aでは、2012年のインテグラルによる観測によれば、爆発によって太陽質量の0.03%、すなわち6×1024kgもの44Tiが生成したとされている。放射能は3×1039Bqにもなる。これはII型超新星で理論的に生成される量の上限にあたり、爆発が非対称な形で発生したことを示していると考えられている。SN 1987Aは、爆発から20年以上経過した観測時においても、44Tiによって輝き続けている。
また、1998年に発見された超新星残骸であるベラ・ジュニアは、コンプトンガンマ線観測衛星によって得られた、44Tiから放出されるガンマ線の分布を調べることで発見された。その後の計測で、ベラ・ジュニアは1200年代に超新星爆発をした残骸であると推定された。
44Tiは超新星残骸では良く見られる放射性同位体であるが、理論上は爆発する恒星内部の圧力やエネルギーなどの条件が一定の値を満たさないと生成しない。コンピュータシミュレーションでは、寿命を迎えた大質量星は爆発するのではなく、自身の重力で収縮してしまうため、実際に発生している超新星爆発の具体的なモデルが構築できない問題がある。44Tiは、シミュレーションで用いられる全方向に対称な爆発よりも、方向が非対称な爆発において生成されやすいため、44Tiの量の観測は、現在のモデルがどのように間違っているかを調べる意味でも重要である。実際、SN 1987Aやカシオペヤ座Aに含まれる44Tiの量は、非対称な爆発が発生したことを示している。

## その他
44Tiは、28Siが連続で4Heと核融合反応をして燃焼するケイ素燃焼過程で経由する核種の1つである。44Tiは40Caから生成し、更に4Heと反応して48Crを生成する。